# Erennio Gammieri
Erennio Gammieri (Campobasso, Molise, Itàlia, 1836 - Sant Petersburg, Rússia, 1916) fou un compositor italià.
El 1859 va esdevenir director musical del teatre Imperial de Sant Petersburg. És autor entre d'altres de les òperes Nicolò dei Lapi (1855) Tommaso Chatterton (1867) i L'assedio di Firenze (1877), aquestes darreres estrenades en aquella capital. També va escriure diversa música de cambra.
Campobasso li va dedicar un carrer. De 1880 a 1884 hi havia també un Teatro Gammieri, que després d'un incendi va ser reconstruït i va ser rebatejat com Teatro Margherita (avui Teatro Savoia). Alguns campobassencs actuen per tornar-li el nom del compositor.